# Ottobuono de Bonacosa

Stemma dei Bonacolsi

Ottobuono de Bonacosa (... – Mantova, 1168 circa) è stato un politico italiano.

## Biografia
Secondo molti storici mantovani, Ottobuono sarebbe il capostipite della casata dei Bonacolsi, futuri signori di Mantova. Intorno al 1168 abitava a Mantova in contrada San Martino e ricopriva la carica di "rettore" della città.

### Controversie
Lo storico Pompeo Litta, nella sua opera Famiglie celebri italiane, indica in Berardo dei Bonacolsi, figlio di un Bonacolsa, il capostipite della casata. Ricerche storiche indicherebbero Bonacolso I dei Bonacolsi come massaro del comune di Modena nel 1282. In realtà si tratterebbe di Bonacorso (non Bonacolso), che avrebbe dato origine alla famiglia modenese dei Bonaccorsi.

## Discendenza
Ottobuono ebbe un figlio, Gandolfo (?-1233), che ricoprì numerose cariche nel comune, tra le quali procuratore nel 1193 e console nel 1200.
Tra i figli di Gandolfo, Martino, sarebbe il padre di Pinamonte, signore di Mantova dal 1274 al 1291.